# Sophie Anderson (pornószínésznő)
Sophie Anderson (Bristol, 1987. november 23. – 2023. november 30.) angol pornószínésznő, modell, internetes személyiség volt. A Fake Taxi és Evil Angel által kiadott pornófilmekben szerepelt 2017-től, később pedig a széleskörű internetes hírnév 2018 októberében talált rá, amikor ő és egy másik pornószínésznő, Rebecca More, akivel magukat "The Cock Destroyers"-nek nevezték, közzétettek egy videót, amely ezután vírusszerűen terjedt el. Mind ő, mind More videói mémekké váltak, és a párost ezt követően "meleg ikonokként" tartották számon.

## Élete
Anderson 1987. november 23-án született. Anyjuk elhagyta őket amikor 5 éves volt, így őt és a húgát apja nevelte fel. Anyja lelkileg bántalmazta őt, és szándékosan olyan ruhákat vett neki, amik kisebbek voltak a méreténél, hogy kigúnyolhassa. Emellett arra kényszerítette, hogy végignézze ahogy különböző férfiakkal létesít szexuális kapcsolatot, akik molesztálták őt. Anderson Bradford-on-Avon-ba költözött, ahol szintén történt hasonló, mert kábítószerért és alkoholért cserébe orálisan elégített ki férfiakat helyi kocsmákban. Anderson-t érdekelte a színészet és a zenés színház, ezért a Bath College-ra járt. Még mialatt kiskorú volt, masszázsszalonban is dolgozott.
Anderson az LMBTQ-közösség tagja és szószólója volt, hiszen ő maga is nyíltan pánszexuálisnak vallotta magát. Annak ellenére, hogy magabiztos nő képét festette magáról a videóiban, a Twitteren gyakran osztotta meg rajongóival küzdelmeit a pánszexuális felnőtté válásról, és arról, hogyan használta fel múltját arra, hogy másoknak inspiráló üzeneteket adjon, arról, hogy önmaguk legyenek. Andersonnak van egy fia is.
Részben az extrém plasztikai műtétjeiről volt híres, száját többször töltette, illetve 32J méretű mellekkel rendelkezett. 2022 márciusában kórházba került, miután a mellimplantátum a bal mellében elfertőződött és később kiszakadt. A GoFundMe-n gyűjtött adományokat a helyreállító műtét költségeinek fedezéséhez, és 10.000 angol fontot sikerült is összegyűjtenie. A műtétet elvégezték, de később újra fertőzést kellett elszenvednie, erről a közösségi médián is sűrűn posztolt.  Ezután a következő évben még több beavatkozásnak kellett alávetnie magát.
Anderson Oliver Spedding volt labdarúgó, később pedig pornószínész barátnője volt, aki 2023 novemberében halt meg. 

## Karrier
Anderson escortként dolgozott. 2017-ben kezdett el szerepelni pornófilmekben, a Fake Taxi oldalon 3 leszbikus jelenetet vállalt. Ezután a Brazzers, DDF Network, Wicked Pictures és Evil Angel stúdióknak is forgatott. Saját OnlyFans oldalt is indított partnerével, Oliver Spedding-gel együtt.
Anderson 2018 októberében lett igazán híres, amikor Rebecca More nevű pornószínésznő társával együtt egy közös videóban egy gangbang-ről beszéltek és magukat "The Cock Destroyers"-nek nevezték el. Gyakran posztolt közösségi oldalaira rögtönzött és gyakran vulgáris dalokat amiket a mindennapjai során írt. Ezek közül az egyik, ami a "Driving for Dick" nevet kapta, remixelve lett és Anderson debütáló dalaként jelent meg 2019-ben. Készült belőle egy akusztikus változat is.
2020-ban Anderson és More egy meleg pornószínésszel, Matthew Camp-pel együtt leforgatták a Slag Wars: The Next Destroyer című valóságshowjukat. A showban a következő Cock Destroyer-t keresték.
2021-ben Anderson és More bejelentették, hogy útjaik különválnak, ami a Cock Destroyers határozatlan idejű szünetelését eredményezte. 2022 és 2023 között szerepelt a Fucking Smart című szexoktató jellegű kvízshowban Willam Bellivel és egyéb más drag queenekkel, illetve meghívott vendégekkel. Ezen kívül különböző podcastokban is szerepelt ahol beszélt az életéről és karrierjéről.

## Halála
Anderson 2023 novemberében, 36 évesen hunyt el, kevesebb, mint 2 héttel a partnere, Spedding halála után.  Halálát december 4-én Rebecca More közölte egy Instagram-bejegyzésben. 

## Hatása a popkultúrára
Anderson és More hangfelvételei szerepeltek a King Princess "Cock destroyer" című remixén, amely 2019. március 4-én jelent meg a SoundCloud-on.
A RuPaul's Drag Race UK első szériájának egyik lánybandás kihívása során 3 drag queen, Baga Chipz, Blu Hydrangea és Divina de Campo, Anderson és More mémje után "Frock Destroyers"-nek nevezték el magukat.
A Drag Race Holland második évadjában Keta Minaj Andersont alakította a Snatch Game kihívás során.

## Diszkográfia
| Cím                           | Év   |
| ----------------------------- | ---- |
| "Driving for Dick"            | 2019 |
| "Driving for Dick" (Acoustic) | 2019 |

## Fordítás
Ez a szócikk részben vagy egészben a Sophie Anderson (actress) című angol Wikipédia-szócikk ezen változatának fordításán alapul. Az eredeti cikk szerkesztőit annak laptörténete sorolja fel. Ez a jelzés csupán a megfogalmazás eredetét és a szerzői jogokat jelzi, nem szolgál a cikkben szereplő információk forrásmegjelöléseként.